# Flottille de la Caspienne

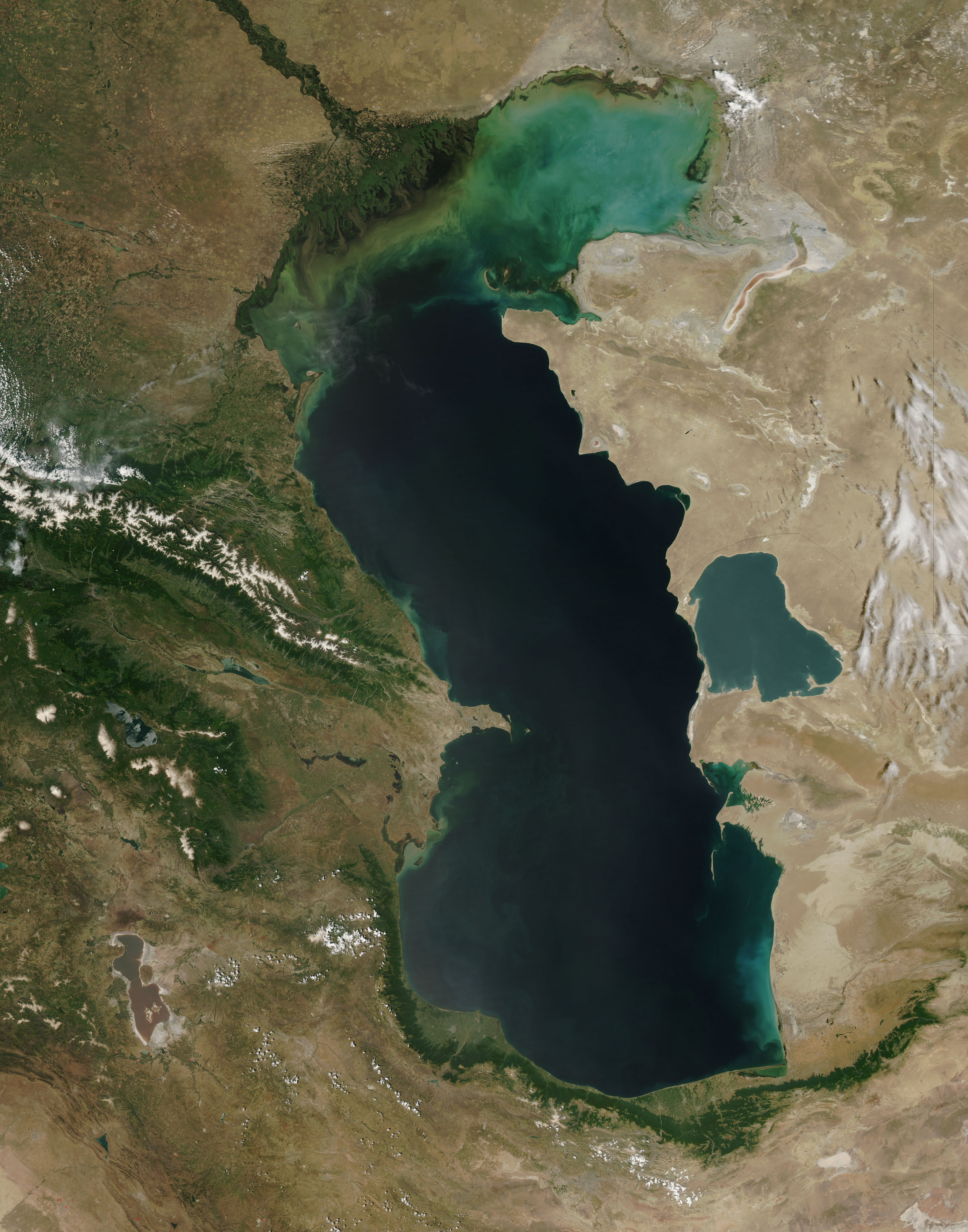
Mer Caspienne

La flottille de la Caspienne (en russe : Каспийская флотилия, Kaspiiskaïa flotiliia) est la plus ancienne flottille de la Marine militaire russe, stationnée en mer Caspienne. Elle reçoit l'ordre du Drapeau rouge en 1945.

## Création
La flottille de la Caspienne est créée le 15 novembre 1722 à Astrakhan sur ordre du tsar Pierre le Grand. Conduite par l'amiral Fiodor Apraxine, elle prend part à la campagne persane de 1722-1723, elle aide les armées russes à prendre Derbent et Bakou pendant l'expédition en Perse de 1796 et participe à la guerre russo-persane de 1804-1813. Conformément au traité de Golestan de 1813, la flottille de la Caspienne est la seule flottille militaire autorisée en mer Caspienne. Bakou devient sa principale base en 1867.

## Pendant la Révolution soviétique
La situation dans la mer Caspienne se stabilisant, le nombre de bâtiments stationné dans cette mer est progressivement abaissé. Au début du XXe siècle, elle n'est plus composée que de deux canonnières et de quelques bâtiments à vapeur armés. Les marins de la flottille participent activement aux mouvements révolutionnaires qui agitent Bakou en 1903-1905 et à l'implantation du pouvoir soviétique dans la région en 1917. Afin de venir en aide à l'Armée rouge, ils instituent la Flotte militaire de la région d'Astrakhan (en russe : Военный флот Астраханского края, Voyennii flot Astrakhanskogo kraïa) en avril-juin 1918, qui est bientôt renforcée par des torpilleurs et des sous-marins venus de la mer Baltique à l'automne 1918. Le 13 octobre, les Soviétiques la renomment flottille militaire Astrakhan-Caspienne (en) (en russe : Астрахано-Каспийская военная флотилия, Astrakhano-Kaspiiskaïa voennaïa flotiliia). Les bâtiments de la flottille sont capturés par la contre-révolutionnaire République de Caspienne centrale en août 1918 avant d'être repris par les Soviétiques après la chute du gouvernement Müsavat.

## Sous l'Union soviétique
En juillet 1919, la flottille militaire Astrakhan-Caspienne est agrégée à la flottille militaire de la Volga (ru) (en russe : Волжская военная флотилия, Voljskaïa voiennaïa flotiliia) et renommée flottille militaire Volga-Caspienne (en russe : Волжско-Каспийская военная флотилия). Le 1er mai 1920, les Soviétiques établissent la flotte de la Caspienne, qui comprend alors trois croiseurs auxiliaires, 10 torpilleurs, 4 sous-marins et d'autres bâtiments. Avec la flotte de la Caspienne, la flotte rouge de l'Azerbaïdjan soviétique est également stationnée à Bakou. Ces deux flottes assurent la maîtrise de la mer Caspienne face à l'Armée Blanche. En juillet 1920, les flottes de la Caspienne et de l'Azerbaïdjan sont combinées au sein des Forces navales de la mer Caspienne (en russe : Морские Силы Каспийского моря, Morskiye Sily Kaspiiskogo morya) qui sera par la suite renommée flottille de la Caspienne le 27 juin 1931.
Pendant la Grande Guerre patriotique de 1941-1945, la flottille de la Caspienne permet l'approvisionnement vital en hommes, matériels militaires et en vivres, en particulier pendant la bataille de Stalingrad et pendant les combats dans le Caucase.
Pendant la guerre froide, la mer Caspienne est utilisée pour mener des tests d'ekranoplanes armés de missiles.

## Depuis la chute de l'URSS
Les effectifs de la flottille ne cessent de croitre, le contingent kazakh est envoyé pour servir de base aux Forces navales kazakhes. Pendant plusieurs années, la fédération de Russie maintient une force russo-turkmène basée à Astrakhan.
Le 7 octobre 2015, la marine russe devient la troisième au monde à utiliser des missiles de croisière en opérations en tirant une salve de 26 3M14T depuis la frégate Dagestan (Projet 11661K), et les corvettes lance-missiles Grad Sviazhsk, Uglitch et Velikiy Ustiug (Projet 21631) lors de l'intervention militaire de la Russie en Syrie.

## Bâtiments en service
| Type                    | Classe                   | Unité(s) | Noms                                   | Photos   |
| ----------------------- | ------------------------ | -------- | -------------------------------------- | -------- |
| Frégates                | classe Gepard            | 2        | Tatarstan Daguestan                    | Dagestan |
| Corvettes               | classe Buyan             | 3        | Astrakhan Volgodonsk Makhatchkala      | Astrahan |
| Corvettes               | classe Buyan-M           | 3        | Grad Sviyajsk Ouglitch Veliki Oustioug |          |
| Corvettes               | classe Tarentul          | 3        | R-101 R-32 MAK-160                     | MRK 700  |
| Bateaux lance-missiles  | classe Matka             |          |                                        | MRK 702  |
| Canonnières             | Projet 1204 Classe Shmel | 4        | Ak-209 Ak-223 Ak-201 Ak-248            |          |
| Dragueurs de mines      | classe Sonya             | 3        |                                        | 564      |
| Navires de débarquement | classe Dyugon            | 1        |                                        |          |
| Navires de débarquement | classe Serna             | 5        |                                        |          |

## Commandants

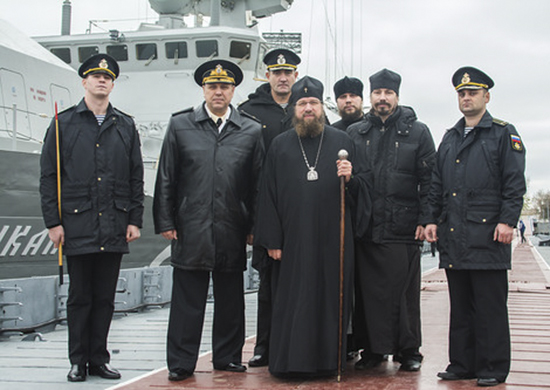
Sergueï Pintchouk et le métropolite Nikon en 2016.

- 1991-1996 : vice-amiral Boris Zinin,
- 1996-2002 : vice-amiral Vladymyr Massorin,
- 2002-2005 : vice-amiral Iouri Startsev,
- 2005-2009 : vice-amiral Viktor Kravtchouk,
- 2010 : faisant fonction Valeriy Koulikov.
- 2010-2014 : vice-amiral Sergueï Alekminsky,
- 2014-2015 : capitaine 1er rang Ildar Akhmerov,
- 2015-2016 : contre-amiral Igor Ossipov,
- 2016-2021 : vice-amiral Sergueï Pintchouk,
- à partir de 2021 : contre-amiral Aleksandr Pechkov.